# موزه ملی تاریخ مولداوی
موزه ملی تاریخ مولداوی (رومانیایی: Muzeul Național de Istorie a Moldovei) موزه‌ای در بخش مرکزی کیشیناو مولداوی است.

## بررسی اجمالی
بیش از ۲۶۳۰۰۰ اثر تاریخی، که ۱۶۵۰۰۰ مورد آن متعلق به میراث ملی مولداوی است، در موزه ملی تاریخ، به نمایش گذاشته شده است. این موزه در سال ۱۹۸۳ در لیسیوم تأسیس شد، و در ۱۲۱ ام خیابان ۳۱ اوت ۱۹۸۹، در مرکز تاریخی کیشیناو واقع شده است. در حیاط موزه مجسمه گرگ کاپیتولین که کپی گرگ رم است، دیده می‌شود، همه ساله تقریباً ۱۵ نمایشگاه در این موزه برگزار می‌شود و از رویدادهای مهم مولداوی محسوب می‌شود. این موزه به بخش‌های علمی بسیاری تقسیم شده است: تاریخ باستان و باستان‌شناسی، تاریخ قرون وسطی، تاریخ باسارابیا، تاریخ معاصر، گنجینه‌ها.

## تاریخچه

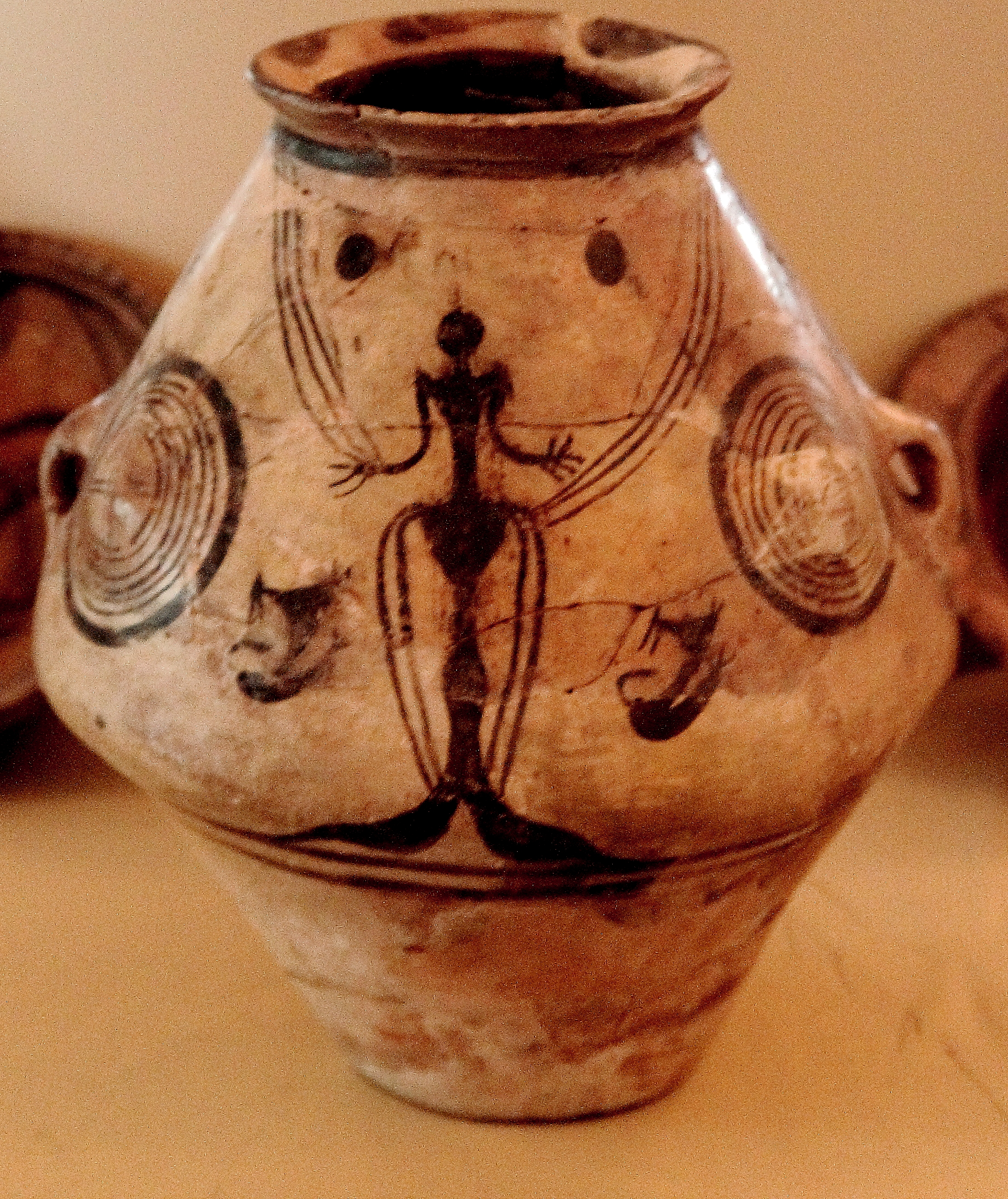
مجموعه فرهنگ نوسنگی و عصر حجر کوکوتنی-تریپیلیان

موزه ملی باستان‌شناسی و تاریخ مولداوی از نظر مجموعه آثار موجود در آن و اعتبار علمی یکی از مهم‌ترین موزه‌های جمهوری مولداوی به‌حساب می‌آید.

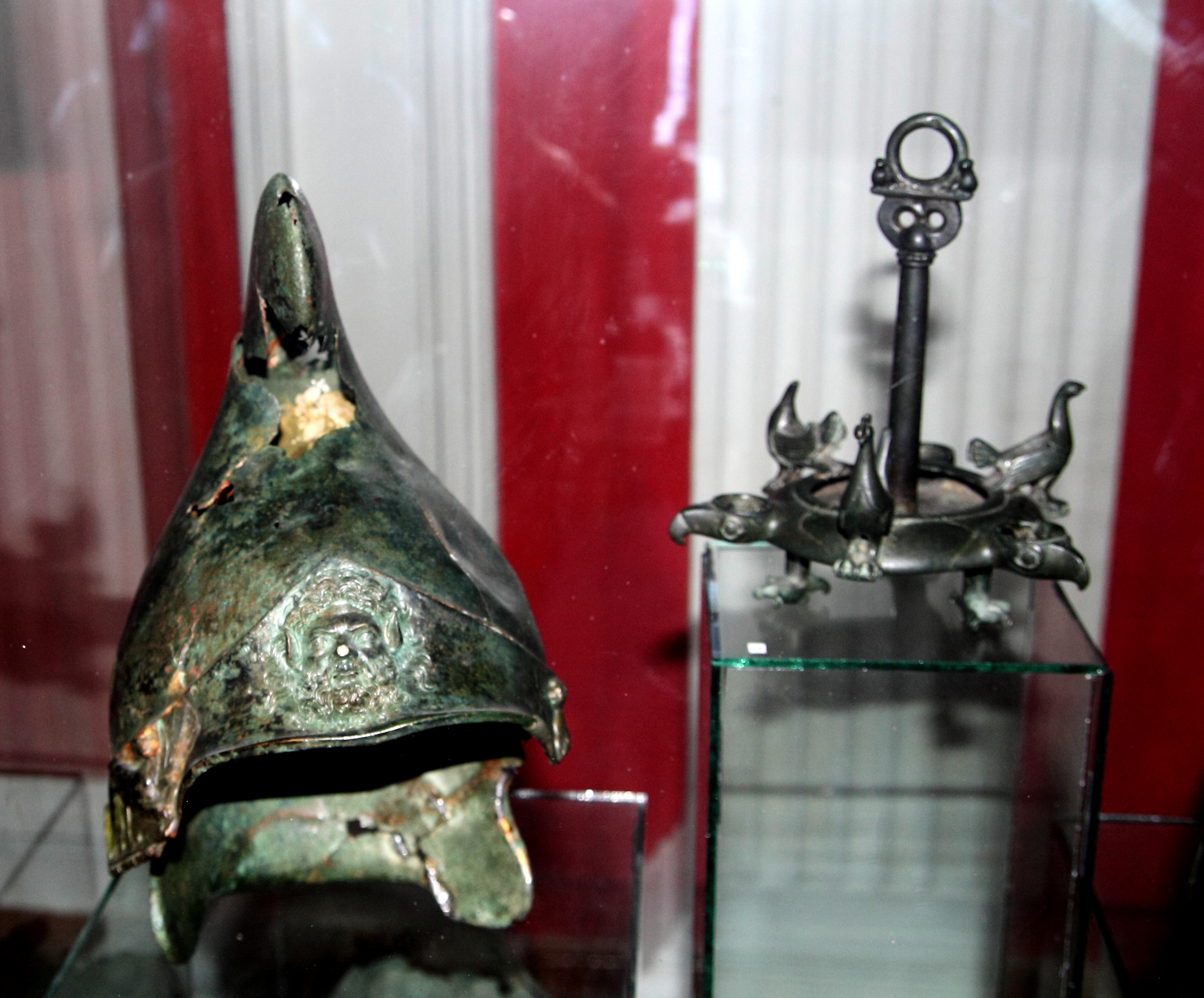
گنج اولانستی در سال ۱۹۶۰ کشف شد و قدمت آن به قرن ۵ قبل از میلاد می‌رسد. این شامل شش کلاه ایمنی، پنج غوره و یک چراغ نفتی است. تمام قطعات از ارتش اسکندر مقدونی به فرماندهی زوپیریون است

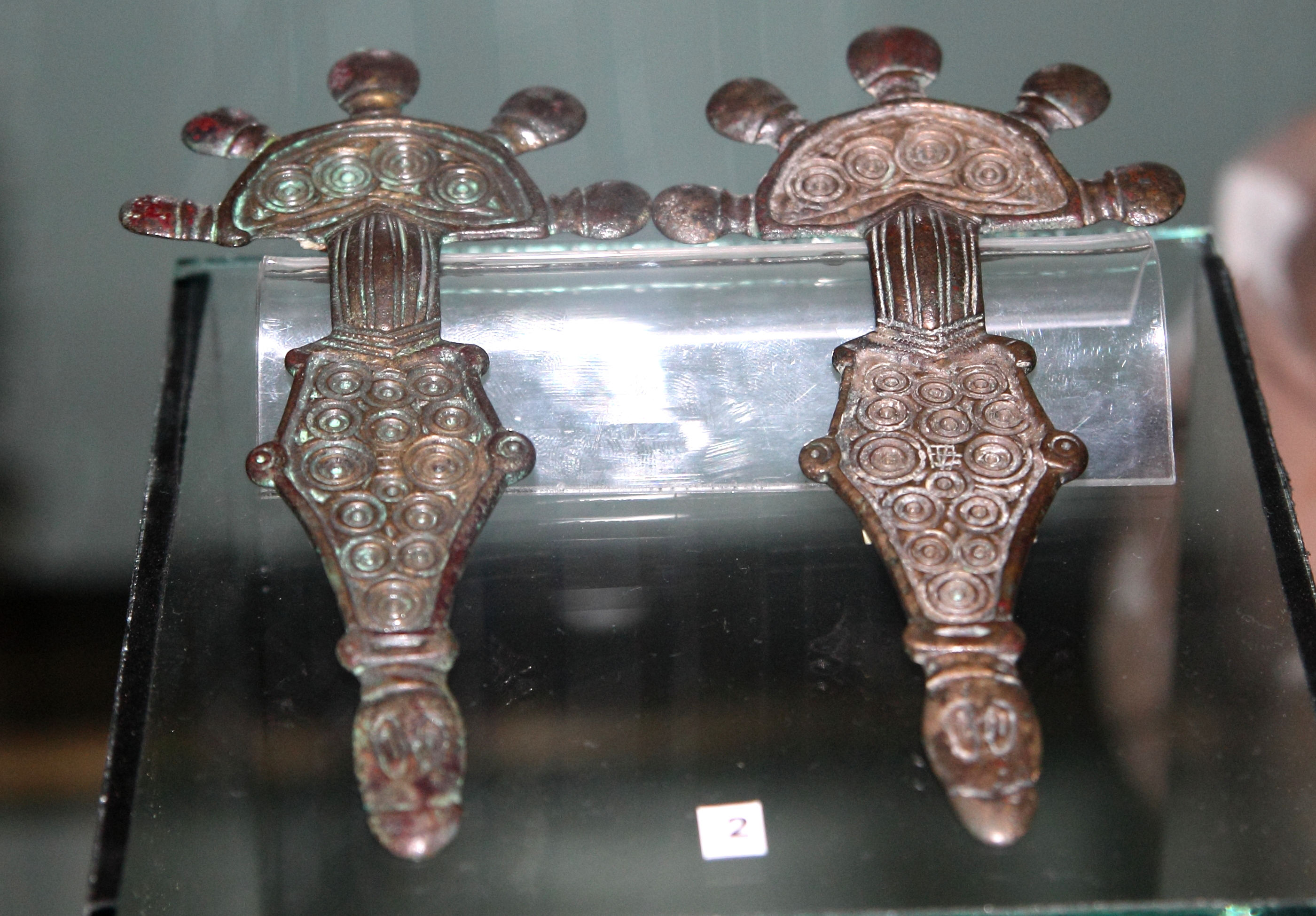
اواخر دوران باستان

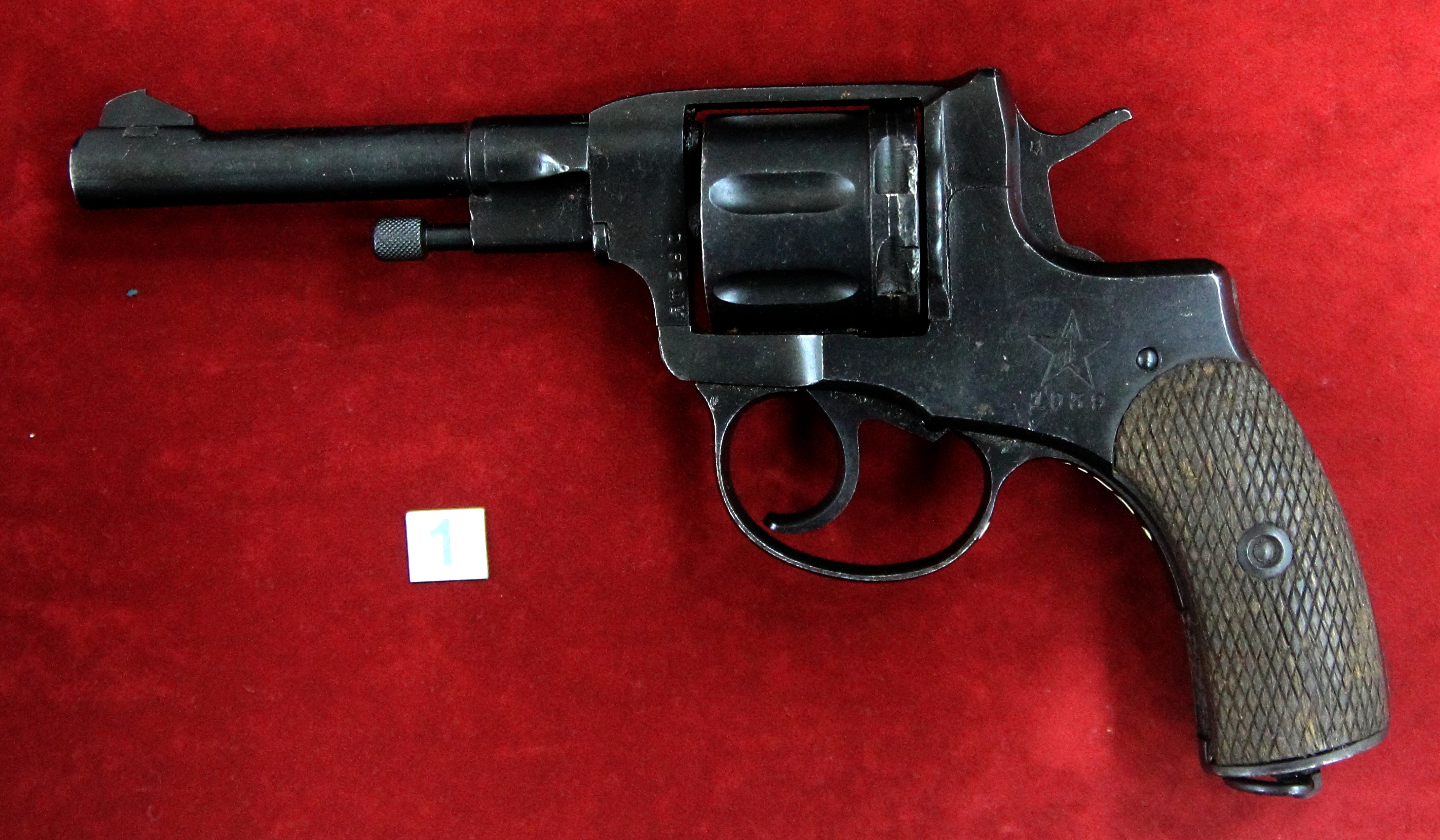
هفت تیر ناگانت ۱۹۳۹

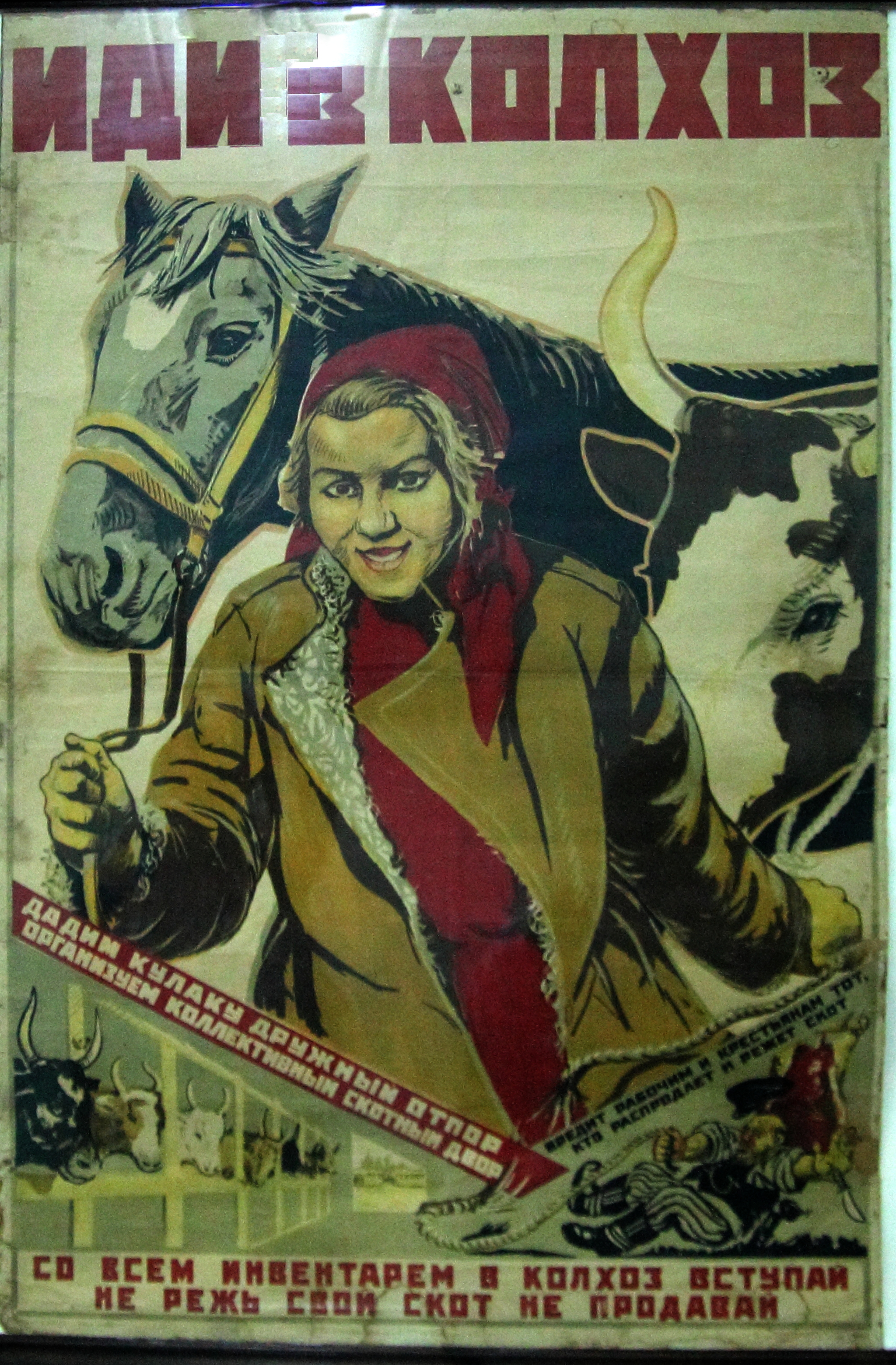
پوستر تبلیغاتی

## نگارخانه

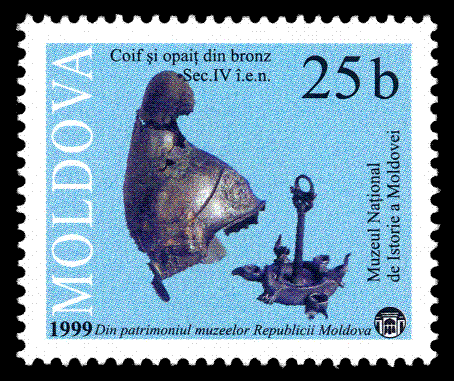
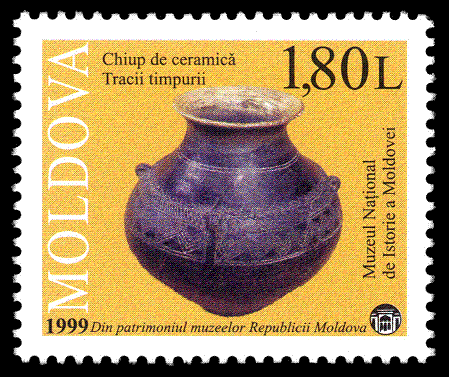
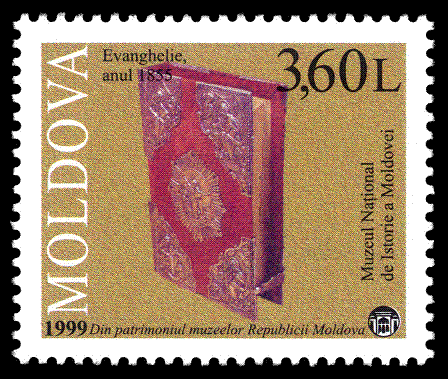
انجیل (۱۸۵۵)

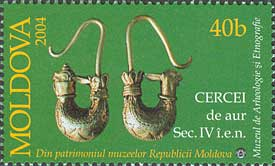
گوشواره طلایی قرن چهارم. در بالابانی، تاراکلیا کشف شد.
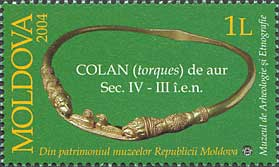
گردنبند طلایی (گشتاور) قرن چهارم تا سوم قبل از میلاد در یک گور سکایی، در باروی دفن شده، در ناحیه دوبوساری کشف شد.
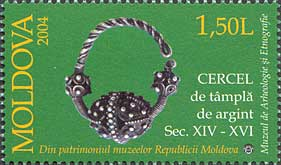
گوشواره نقره ای معبد، قرن ۱۴-۱۶، کشف شده در شهرستان ریشکانی، مولداوی.
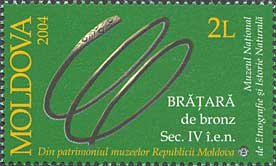
دستبند برنز قرن چهارم.